# ラヤ (ブータン)
ラヤ  （ゾンカ語: ལ་ཡ་ 、Laya）はブータン北西部、ガサ県のラヤ ゲオにある町。先住民であるラヤ人が住む。居住地としてはブータン国内でも標高が高い（3,820 m、12,533 フィート）。